# Skároš
Skároš (bis 1945 slowakisch „Skaroš“; ungarisch Eszkáros – bis 1907 Szkáros) ist ein Ort und eine Gemeinde im Osten der Slowakei, mit 1162 Einwohnern (Stand 31. Dezember 2024). Sie liegt im Okres Košice-okolie, einem Teil des Košický kraj.

## Geographie

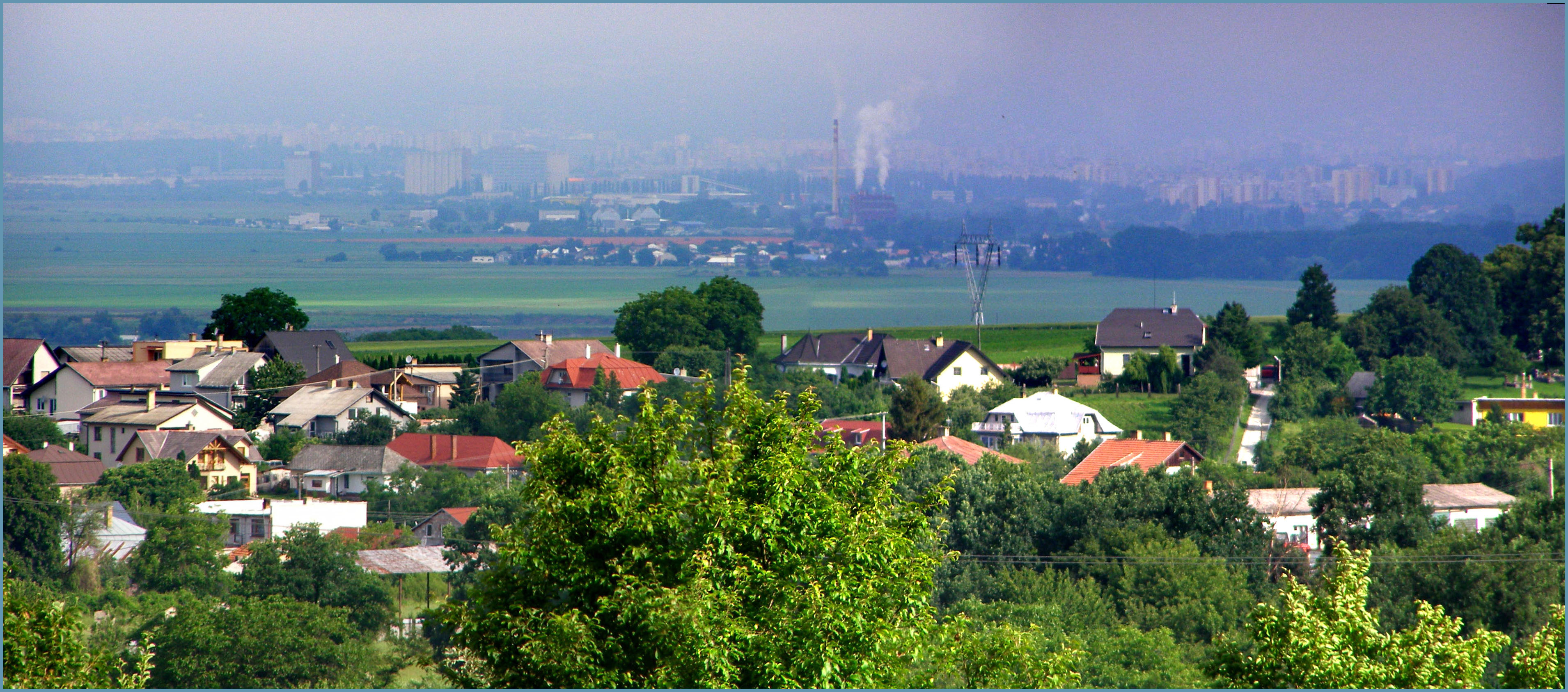
Blick auf Skároš, mit der Stadt Košice im Hintergrund

Die Gemeinde liegt in einem Übergangsgebiet zwischen dem Talkessel Košická kotlina und dem Gebirge Slanské vrchy am Bach Marovka, wenige Kilometer von der ungarischen Grenze entfernt. Das Ortszentrum ist 20 Kilometer von Košice entfernt. Es besteht eine grenzüberschreitende Verbindung nach Hollóháza in Ungarn.

## Geschichte

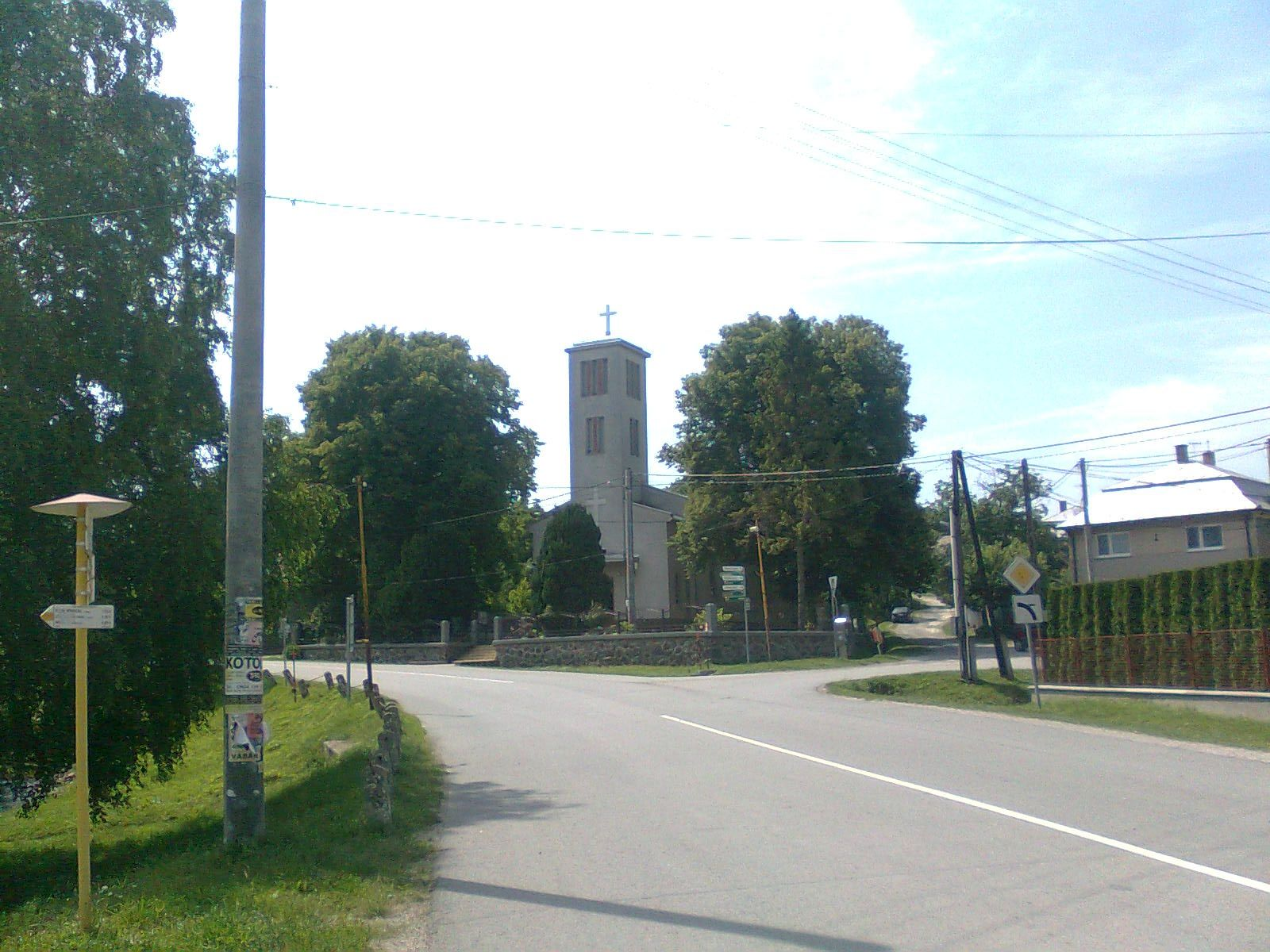
Kirche im Ort

Der Ort wurde zum ersten Mal 1270 in einer Beschreibung der Herrschaftsgrenzen der Burg Füzér als terra Skarus erwähnt. 1427 verzeichnete man im Ort 15 Porta. 1720 war der Ort vollständig verlassen und wurde danach neu besiedelt. Hauptbeschäftigung waren Viehzucht und Handel auf dem Kaschauer Markt, nach dem Ersten Weltkrieg auch Land- und Forstwirtschaft.
Bis 1918 gehörte der im Komitat Abaúj-Torna liegende Ort zum Königreich Ungarn und kam danach zur Tschechoslowakei. Auf Grund des Ersten Wiener Schiedsspruchs lag es 1938–45 noch einmal in Ungarn.

## Bevölkerung
| Jahr                | 1994 | 2004     | 2014    | 2024    |
| ------------------- | ---- | -------- | ------- | ------- |
| Anzahl der Personen | 947  | 1052     | 1117    | 1162    |
| Unterschied         |      | +11,08 % | +6,17 % | +4,02 % |

| Jahr                | 2023 | 2024    |
| ------------------- | ---- | ------- |
| Anzahl der Personen | 1148 | 1162    |
| Unterschied         |      | +1,21 % |

## Sehenswürdigkeiten
- reformierte Kirche aus dem Ende des 18. Jahrhunderts
- römisch-katholische Kirche aus dem Jahr 1947
- Ruinen der Burg Skároš, im 13. Jahrhundert entstand, aber schon nach der Mitte des 15. Jahrhunderts geschleift